# 1861 en arts plastiques
| Années des arts plastiques : 1858 - 1859 - 1860 - 1861 - 1862 - 1863 - 1864    |
| Décennies des arts plastiques : 1830 - 1840 - 1850 - 1860 - 1870 - 1880 - 1890 |

Cette page concerne l'année 1861 en arts plastiques.

## Œuvres
- L'Enfant à l'épée : peinture à l'huile d'Édouard Manet,

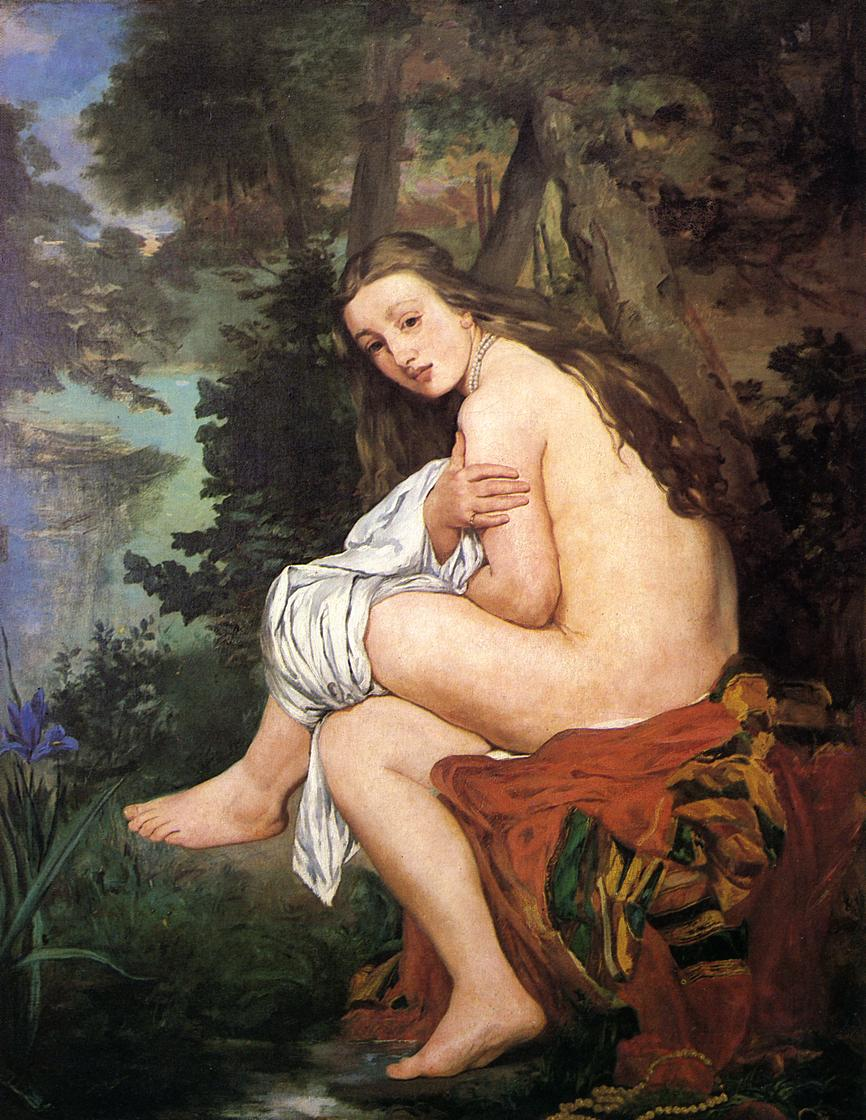
La Nymphe surprise, toile d'Édouard Manet.

- Le petit Lange : peinture à l'huile d'Édouard Manet,
- Illustration de la Divine Comédie de Dante par Gustave Doré,
- Westminster Scholars War Memorial, mémorial conçu par George Gilbert Scott près de l'abbaye de Westminster.

## Naissances
- 20 janvier : Émile Georges Weiss, peintre français († 22 juillet 1929),
- 21 janvier :
  - André Castaigne, illustrateur français († 25 février 1929),
  - Albert Koerttgé, graveur, aquarelliste, architecte et enseignant français († 18 mars 1940),
- 22 janvier :
  - Zygmunt Ajdukiewicz, peintre polonais († 29 avril 1917),
  - Jean-Louis Daniel, peintre paysagiste français († 24 octobre 1929),
- 24 janvier : Hellewi Kullman, peintre suédoise († 19 avril 1903),
- 26 janvier :
  - Louis Anquetin, peintre, dessinateur et aquarelliste français († 19 août 1932),
  - Arturo Ferrari, peintre italien († 31 octobre 1932),
- 29 janvier : Gustave Krafft, architecte et peintre français († 13 septembre 1927),
- 31 janvier :
  - Jacques-Émile Blanche, peintre, graveur et écrivain français († 30 septembre 1942),
  - Georges Le Meilleur, peintre et graveur français († 9 juin 1945),

- 8 février : Théodore Haas, peintre animalier, illustrateur et enseignant français († 24 février 1933),
- 10 février : Henri-Gédéon Daloz, photographe, aquarelliste et peintre français († 4 novembre 1941),
- 14 février : Camille Martin, peintre, graveur, relieur de l'Ecole de Nancy et français († 11 octobre 1898),
- 16 février :
  - Jeanne Labric, peintre et brodeuse d'art française († 24 février 1947),
  - Charles Roussel, peintre français († 15 mars 1936),
- 18 février : Joseph Granié, peintre français († 13 août 1915),

- 3 mars : François Maury, peintre français († 29 juin 1933),
- 4 mars : Cyrille Besset, peintre français († 17 décembre 1902),
- 9 mars : Giuseppe Casciaro, peintre paysagiste italien († 25 octobre 1941),
- 11 mars : Albert Depré, peintre français († 26 novembre 1937),
- 14 mars :
  - George Desvallières, peintre français († 5 octobre 1950),
  - Louis Tinayre, illustrateur et peintre français († 26 septembre 1942),
- 17 mars : Charles Laval, peintre français († 26 avril 1894),
- 22 mars : Jeanne Eliot, peintre française († 1937),
- 23 mars : Armand Point, peintre français († 6 février 1932),
- 25 mars : Alfred-Jean Broquelet, graveur, lithographe, peintre et écrivain français († 12 juin 1957),
- 27 mars : József Koszta, peintre hongrois († 29 juillet 1949),
- 29 mars : Paul-Élie Ranson, peintre et graveur nabi français († 20 février 1909),
- 31 mars : Ernest-Pascal Blanchard, peintre et vitrailliste français († après 1923),

- 4 avril : Alice Dannenberg, peintre française d'origine russe († 28 juin 1948),
- 5 avril : Adolphe Gumery, peintre français († 5 janvier 1943),
- 6 avril : Francine Charderon, peintre française († 25 octobre 1928),
- 7 avril : Théodore Dubé, peintre français d'origine canadienne († 8 septembre 1943),
- 24 avril : Viktor Oliva, peintre et affichiste autrichien, austro-hongrois puis tchécoslovaque († 5 avril 1928),
- 29 avril : Achille Laugé, peintre post-impressionniste français († 2 juin 1944),

- 5 mai : Eugène Ogé, affichiste et illustrateur français († mai 1936),
- 17 mai : Maxime Maufra, peintre, graveur et lithographe français († 23 mai 1918),
- 18 mai : Ferdo Vesel, peintre serbe puis yougoslave († 28 juillet 1946),
- 28 mai : Carl Leopold Sjöberg, compositeur, peintre et médecin suédois († 26 janvier 1900),

- 9 juin : Floris Verster, peintre néerlandais († 21 janvier 1927),
- 14 juin : Edmond Tapissier, peintre, cartonnier, lithographe et illustrateur français († 27 avril 1943),
- 29 juin : Pedro Figari, peintre, écrivain et homme politique uruguayen († 24 juillet 1938),

- 10 juillet : Albert Dagnaux, peintre français († 22 novembre 1933),
- 11 juillet : René Delame, peintre et industriel français († 27 juin 1943),
- 15 juillet : Herman Matzen, sculpteur américain († 22 avril 1938),
- 18 juillet :
  - Fabio Fabbi, peintre italien († 24 septembre 1946),
  - Lucien Simon, peintre, aquarelliste, dessinateur et lithographe français († 13 octobre 1945),
- 21 juillet : Victor Leydet, peintre de genre français († 20 octobre 1904),

- 2 août : Pieter de Josselin de Jong, peintre néerlandais († 2 juin 1906),
- 8 août : Henri Voisin, peintre aquafortiste, graveur, illustrateur et sculpteur français († 4 décembre 1945),
- 9 août : John William Godward, peintre anglais († 13 décembre 1922),
- 22 août : Jean Enders, peintre français († 1930 ou 1936),
- 23 août : Jan Hendrik Scheltema, peintre, dessinateur et graveur australien d'origine néerlandaise († 9 décembre 1941),
- 25 août : William Barbotin, peintre, sculpteur et graveur français, collaborateur de la presse libertaire († 12 novembre 1931),

- 21 septembre : Marius Borgeaud, peintre suisse († 16 juillet 1924),
- 25 septembre : Guido Boggiani, peintre, dessinateur, photographe et ethnologue italien († 7 mai 1902),
- 29 septembre : Charles Balay, peintre miniaturiste français († 17 février 1943),

- 4 octobre : Frederic Remington, peintre, dessinateur et sculpteur américain († 26 décembre 1909),
- 9 octobre : Émilie Desjeux, peintre française († 23 avril 1957),
- 14 octobre : Georges Le Febvre, peintre français († 26 février 1912),
- 17 octobre : Andreï Riaboutchkine, peintre russe († 27 avril 1904),
- 21 octobre : Maria Dulębianka, peintre, journaliste et écrivaine polonaise († 7 mars 1919),
- 30 octobre :
  - Antoine Bourdelle, sculpteur et peintre français († 1er octobre 1929),
  - Alphonse Roubichou, peintre impressionniste français († 13 avril 1938),

- 7 novembre : Lesser Ury, peintre et graveur allemand († 18 octobre 1931),
- 9 novembre : Maxime Noiré, peintre français († 4 juillet 1927),
- 15 novembre : Edmond Louyot, peintre français († 17 janvier 1920),
- 24 novembre : Ernest-Marie Pernelle, peintre français († 6 décembre 1950),
- 26 novembre : Georges Souillet, peintre français († 13 janvier 1947),

- 4 décembre : Germain David-Nillet, peintre de genre français († 12 octobre 1932),
- 5 décembre : Adele Frances Bedell, peintre américaine († 24 avril 1957),
- 7 décembre : François Nardi, peintre français d'origine italienne († 28 novembre 1936),
- 8 décembre : Aristide Maillol, sculpteur et peintre français († 27 septembre 1944),
- 9 décembre : Hélène Smith, médium et peintre suisse († 10 juin 1929),
- 10 décembre : Guillaume Van Strydonck, peintre et pastelliste belge († 2 juillet 1937),
- 13 décembre : Giorgio Belloni, peintre italien († 12 avril 1944),
- 16 décembre : Antonio de La Gandara, peintre, graveur, lithographe, dessinateur et pastelliste français († 30 juin 1917),
- 28 décembre : Paolo Gaidano, peintre italien († 3 février 1916),
- 31 décembre : René-Xavier Prinet, peintre français († 26 janvier 1946),

- ? :
  - Camille Bourget, peintre et graveur français († 1924),
  - Kiyohara Tama, peintre japonaise († 1939),
  - Mikhaïl Matiouchine, peintre russe puis soviétique († 14 octobre 1934),
  - Lazzaro Pasini, peintre italien († 1949),
  - Mohamed Ben Ali R'bati, peintre marocain († 1939).

## Décès
- 27 janvier :  Edme Dumée, peintre et décorateur de théâtre français (° novembre 1792),
- 9 février : Francis Danby, peintre irlandais (° 16 novembre 1793),
- 10 mars : Taras Chevtchenko, poète, peintre, ethnographe et humaniste russe (° 9 mars 1814),
- 17 août : Johann David Passavant, peintre, conservateur de musée et historien de l'art allemand (° 18 septembre 1787),
- 29 septembre : Abel de Pujol, peintre néoclassique français (° 30 janvier 1785),
- 27 octobre : Marcellin Jobard, lithographe, photographe, inventeur et journaliste belge d'origine française (° 17 mai 1792),
- 7 novembre : Georges Diebolt, sculpteur et peintre français (° 6 mai 1816),
- ? :
  - Onofrio Zanotti, peintre italien de l'école bolonaise (° 1787 ).